# Forseti (groupe)
Pour les articles homonymes, voir Forseti.
Forseti est un groupe allemand de néofolk, originaire de Iéna, actif entre 1997 et 2005. Après avoir sorti 3 disques, Andreas Ritter est victime en mai 2005 d’une attaque cardiaque qui entraîne des séquelles physiques et cérébrales.

## Histoire
Formé à Iéna, Thuringe, en 1997, Forseti fait ses débuts en 2000 avec l'album Jenzig. L'album met en évidence les intérêts littéraires d'Andreas Ritter avec des arrangements musicaux de Gesang der Jünglinge de Ludwig Uhland et de Erlkönig de Johann Wolfgang von Goethe. Les intérêts de Ritter sont également présents dans les références aux poètes des 18e et 19e siècles tels que Eduard Mörike, Joseph von Eichendorff, Matthias Claudius, Friedrich Schiller et Friedrich Hölderlin, mais aussi aux écrivains du XXe siècle tels que Paul Celan et Friedrich Dürrenmatt.
Le deuxième album du groupe, Windzeit, sort en 2002 et contient des poèmes de Hermann Hesse et de Ricarda Huch. Il contient deux chansons dont les paroles sont écrites par Uwe Nolte du groupe Orplid, et des performances invitées de membres du groupe Sonne Hagal et de Douglas P. de Death in June.
En 2004, Forseti sort son troisième et dernier album, Erde. Il comprend des reprises de chansons de Sonne Hagal et d'Orplid, ainsi que des invitations du chanteur ukrainien d'opéra Andrey Kulinich, de B'eirth du groupe In Gowan Ring, de Kim Larsen du groupe Of the Wand and the Moon et de Ian Read du groupe Fire + Ice. À l'époque de la sortie de l'album, Ritter le décrit comme peut-être le dernier chapitre de ce style de poésie sur la nature, et déclare qu'il pourrait se tourner vers quelque chose de plus historique ou commencer à mettre en musique des classiques plus anciens.
En mai 2005, Ritter est victime d'un arrêt cardiaque qui a de graves conséquences sur sa santé. En 2006, plusieurs groupes proches du musicien se réunissent pour sortir un album de soutien intitulé Forseti lebt avec les participations de Sonne Hagal, Sonnentau, B'eirth (In Gowan Ring), Of the Wand and the Moon, Death in June, Waldteufel, Lux Interna, Northman, Fire + Ice, Darkwood et Primus Inter Pares.

## Style musical
Le style musical du groupe est exclusivement acoustique. Les voix (souvent avec un soutien vocal féminin) et guitare sèche sont parfois accompagnées de percussions minimalistes, de cordes (violons), accordéon ou encore flûte.

### Sources
- (de) Andreas Diesel et Dieter Gerten, Looking for Europe: Neofolk und Hintergründe, Zeltingen-Rachtig, Index Verlag, 2007 (ISBN 978-393687802-8).